# Василевский сельский совет (Кобелякский район)
Василевский сельский совет (укр. Василівська сільська рада) — входит в состав
Кобелякского района
Полтавской области
Украины.
Административный центр сельского совета находится в 
с. Василевка.

## Населённые пункты совета
- с. Василевка
- с. Брынзы
- с. Гаймаровка
- с. Лесинки
- с. Литвины
- с. Мартыновка
- с. Сенное